# Aksolotl

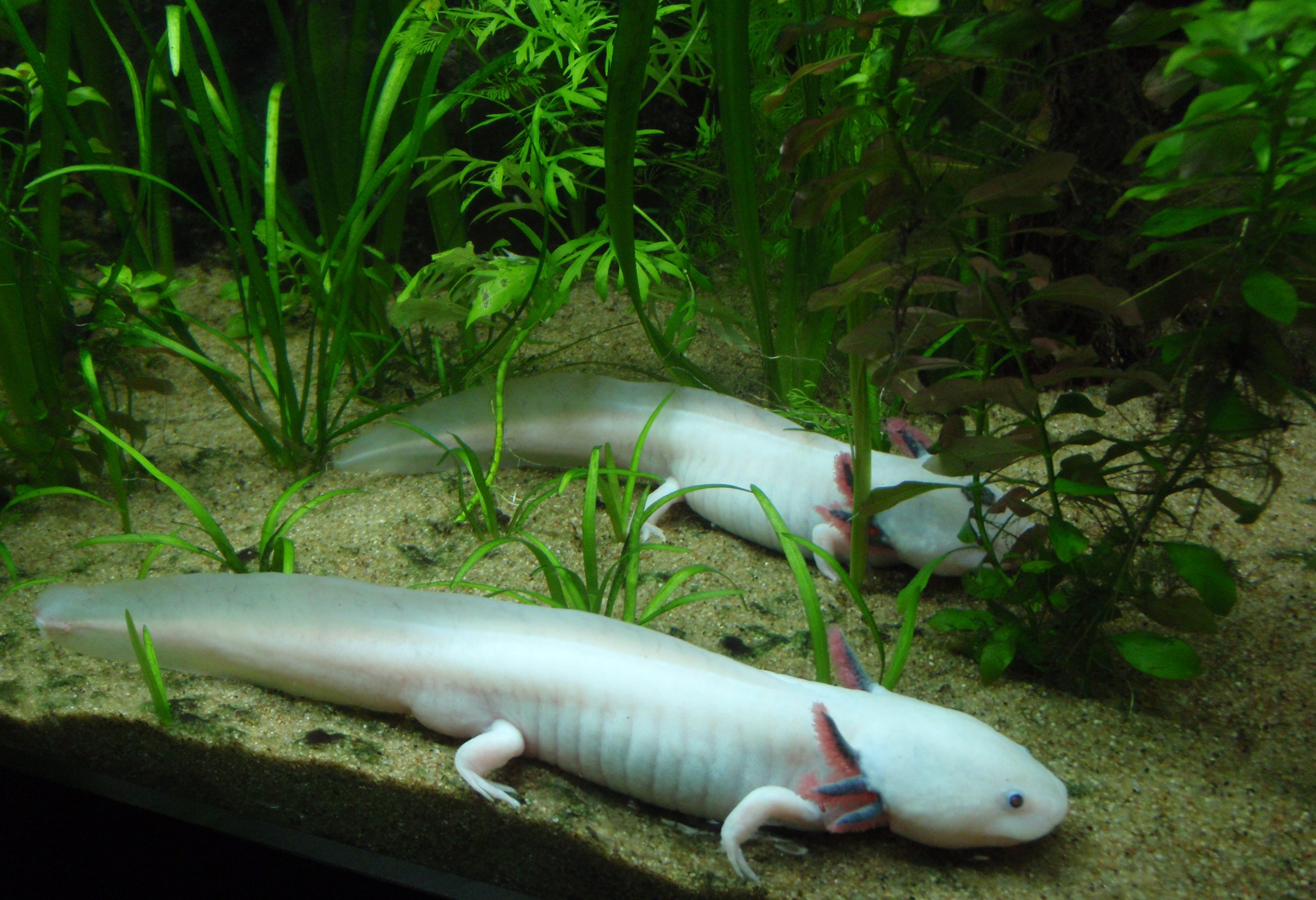
Ambystoma meksykańska (Ambystoma mexicanum) w stadium aksolotla

Aksolotl (nah. āxōlōtl [aːˈʃoːloːt͡ɬ] (l. poj.) lub āxōlōmeh [aːˈʃoːloːmeʔ] (l. mn)  – neoteniczna, wodna forma niektórych płazów ogoniastych z rodzaju Ambystoma w obrębie rodziny ambystomowatych (Ambystomatidae).

## Aksolotl aambystoma meksykańska
Obydwie nazwy: aksolotl i ambystoma meksykańska są często stosowane w literaturze zamiennie, co może powodować nieporozumienia w interpretacji tych terminów, zwłaszcza że w wielu językach nazwą axolotl również określana jest ambystoma meksykańska.
W języku polskim termin aksolotl w ścisłym znaczeniu oznacza stan rozwoju osobniczego – charakterystyczne, wodne stadium larwalne (larwa neoteniczna) kilku różnych gatunków płazów (niektóre źródła przypisują ten stan tylko jednemu gatunkowi – ambystomie meksykańskiej), natomiast ambystoma meksykańska, zwana też aksolotlem meksykańskim, a czasem w skrócie aksolotlem, to nazwa konkretnego gatunku opisanego naukowo pod nazwą Ambystoma mexicanum – pospolitego w hodowlach amatorskich i laboratoryjnych.

## Przeobrażenieaksolotla w ambystomę
Aksolotl z gatunku Ambystoma mexicanum był obiektem badań polskiej uczonej Uniwersytetu Jagiellońskiego, biolog i genetyk Laury Kaufman. Jako pierwsza wykorzystała do wywołania przeobrażenia wyciąg z tarczycy wyrośniętych i przeobrażonych ambystom oraz tarczyc pochodzących od innych zwierząt. W wyniku karmienia tym wyciągiem nastąpiło pełne przeobrażenie w ambystomę.
W wyniku przeobrażenia u aksolotli następują zmiany w budowie ciała, następuje częściowy zanik skrzeli i płetwy ogonowej. Larwa zaczyna coraz częściej pobierać powietrze atmosferyczne i nim oddychać. Po całościowej metamorfozie ogon staje się zaokrąglony. W końcowej fazie przeobrażenia następuje coraz częstsze zrzucanie nabłonka z całej powierzchni ciała.